# پروسامین
پروسامین (به انگلیسی: Perosamine) با فرمول شیمیایی C6H13NO4 یک ترکیب شیمیایی است. که جرم مولی آن ۱۶۳٫۱۷۲ گرم بر مول می‌باشد. 